# Prusy (Łosice)
Pour les articles homonymes, voir Prusy (homonymie).
Prusy (prononciation : [ˈprusɨ]) est un village polonais de la gmina de Łosice dans le powiat de Łosice de la voïvodie de Mazovie dans le centre-est de la Pologne.
Il se situe à environ 7 kilomètres au nord-est de Łosice (siège de la gmina et de la powiat) et à 121 kilomètres à l'est de Varsovie (capitale de la Pologne).

## Histoire
De 1975 à 1998, le village appartenait administrativement à la voïvodie de Biała Podlaska.